# Tom Hardy
Edward Thomas "Tom" Hardy (CBE, sinh ngày 15 tháng 9 năm 1977) là một diễn viên, nhà sản xuất, nhà biên kịch và cựu người mẫu người Anh. Sau khi học diễn xuất tại Trung tâm Kịch nghệ London, anh đã có bộ phim đầu tay trong Black Hawk Down (2001) của Ridley Scott . Kể từ đó, anh đã được đề cử giải Oscar cho Nam diễn viên phụ xuất sắc nhất , hai giải Phim do các nhà phê bình lựa chọn và hai giải Phim của Viện hàn lâm Anh quốc , nhận giải Ngôi sao đang lên BAFTA năm 2011 .
Hardy cũng đã xuất hiện trong các bộ phim như Star Trek: Nemesis (2002), RocknRolla (2008), Bronson (2008), Warrior (2011), Tinker Tailor Soldier Spy (2011), Lawless (2012), This Means War (2012) , Locke (2013), The Drop (2014) và The Revenant (2015), mà anh ấy đã nhận được đề cử cho Giải thưởng Viện hàn lâm. Năm 2015, anh thể hiện vai "Mad" Max Rockatansky trong Mad Max: Fury Road và cả hai anh em sinh đôi Kray trong Legend. Anh ấy đã xuất hiện trong ba bộ phim của Christopher Nolan: Inception (2010) trong vai Eames, The Dark Knight Rises (2012) trong vai Bane, và Dunkirk (2017) trong vai phi công chiến đấu RAF. Anh đóng vai cả Eddie Brock và Venom trong bộ phim phản anh hùng Venom (2018) và phần tiếp theo của nó là Venom: Let There Be Carnage (2021).
Các vai diễn trên truyền hình của Hardy bao gồm mini-series phim chiến tranh của HBO Band of Brothers (2001), mini-series phim lịch sử BBC The Virgin Queen (2005), Bill Sikes trong mini-series của BBC Oliver Twist (2007), Heathcliff trong ITV ' s Wuthering Heights (2009), loạt phim truyền hình The Take (2009) của Sky 1 , và vai Alfie Solomons trong phim truyền hình tội phạm lịch sử Peaky Blinders (2014 – nay) của BBC. Anh ấy đã tạo ra, đồng sản xuất và đảm nhận vai chính trong loạt phim viễn tưởng lịch sử tám phần Taboo(2017) trên BBC One và FX .  Năm 2020, anh cũng đóng góp công việc tường thuật cho kho tài liệu Amazon All or Nothing: Tottenham Hotspur .
Hardy đã biểu diễn trên cả hai sân khấu của Anh và Mỹ. Anh đã được đề cử Giải thưởng Laurence Olivier cho Người mới triển vọng nhất cho vai diễn Skank trong bộ phim In Arabia We'd All Be Kings (2003), và được trao Giải thưởng Evening Standard Theatre Award năm 2003 cho Diễn viên mới mới xuất sắc cho màn trình diễn của anh ấy trong cả hai Trong Arabia We'd All Be Kings và Blood, trong đó anh ấy đóng vai Luca. Anh tham gia sản xuất The Man of Mode (2007) và nhận được nhiều đánh giá tích cực cho vai diễn trong vở The Long Red Road (2010). Hardy tích cực hoạt động từ thiện và là đại sứ cho Prince's Trust . Anh ấy đã được bổ nhiệm làm CBE trong Danh hiệu Sinh nhật 2018 cho các dịch vụ đóng phim truyền hình.

## Thời thơ ấu
Hardy sinh ra tại Hammersmith, London, là đứa con duy nhất của Anne (née Barrett) và Edward "Chips" Hardy. Anh lớn lên tại East Sheen, London. Mẹ anh là họa sĩ sinh ra trong gia đình gốc Ireland,  còn bố anh viết truyện hài và tiểu thuyết. Hardy theo học tại trường Tower House và Reed's, rồi đến trường Richmond Drama, và sau cùng là Drama Centre London.

## Sự nghiệp

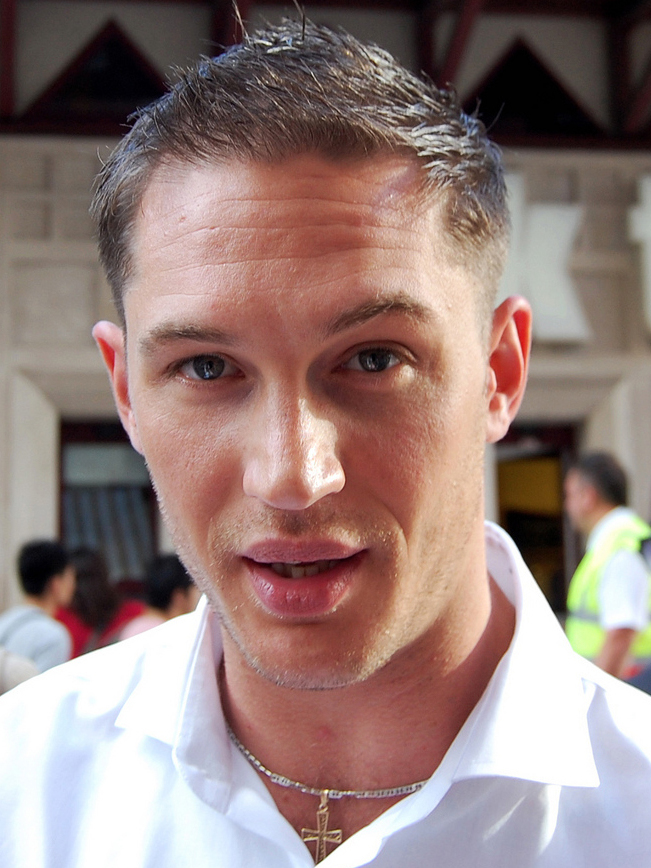
Hardy tại buổi ra mắt bộ phim Inception ở London năm 2010.

Năm 1998, Hardy giành chiến thắng trong cuộc thi Find Me a Supermodel của The Big Breakfast ở tuổi 21, kiếm được một hợp đồng ngắn hạn với Models 1. Hardy gia nhập Trung tâm Kịch nghệ London vào tháng 9 năm 1998, và bị loại sớm sau khi giành được giải một phần của Binh nhì Quân đội Hoa Kỳ John Janovec trong loạt phim nhỏ Band of Brothers của đài HBO -BBC .  Anh có bộ phim điện ảnh đầu tay trong phim chiến tranh Black Hawk Down (2001) của Ridley Scott. Trong thời gian này, Hardy cũng có một thời gian ngắn làm rapper và nhà sản xuất hip hop cùng với người bạn Edward Tracy (dưới cái tên "Tommy No 1 + Eddie Too Tall"), người đã thu âm mixtape mang tên Falling On Your Ass vào năm 1999 vẫn chưa được phát hành cho đến năm 2018. 
Năm 2002, Hardy xuất hiện với vai Pháp quan Reman Shinzon, một bản sao của Thuyền trưởng USS Enterprise Jean-Luc Picard trong Star Trek: Nemesis. Năm sau, anh xuất hiện trong bộ phim Dot the i, và sau đó đi đến Bắc Phi cho bộ phim Simon: An English Legionnaire, một câu chuyện về Binh đoàn nước ngoài của Pháp. Sau đó anh trở lại Vương quốc Anh để tham gia bộ phim kinh dị LD 50 Lethal Dose (2003). 
Hardy đã được trao Giải thưởng Nhà hát Tiêu chuẩn Buổi tối ở Luân Đôn năm 2003 cho Người mới xuất sắc cho các màn trình diễn của anh ấy trong Blood và In Arabia We'd All Be Kings được trình diễn tại Nhà hát Royal Court và Nhà hát Hampstead. Anh cũng được đề cử Giải thưởng Laurence Olivier năm 2004 cho Diễn viên mới triển vọng nhất năm 2003 tại Hiệp hội Chi nhánh Nhà hát London cho vai diễn Skank trong bộ phim In Arabia We'd All Be Kings nói trên. Hardy xuất hiện cùng Emilia Fox trong mini-series The Virgin Queen (2005) của BBC với vai Robert Dudley, một người bạn thời thơ ấu của Elizabeth I. Nhân vật của Dudley được miêu tả là một chàng trai trẻ mơ hồ, bị giằng xé giữa tình cảm của người vợ (do Fox thủ vai), tình yêu của anh dành cho Elizabeth và tham vọng của chính anh.  Hardy xuất hiện trong BBC Four chuyển thể từ loạt phim khoa học viễn tưởng A những năm 1960 dành cho Andromeda . 
Năm 2007, anh xuất hiện trong bộ phim truyền hình của BBC Two dựa trên một câu chuyện có thật, Stuart: A Life Backwards . Anh đóng vai chính Stuart Shorter, một người đàn ông vô gia cư đã bị lạm dụng nhiều năm và cái chết có thể là một vụ tự sát.  Cùng năm đó, anh đóng vai Bill Sikes trong mini-series Oliver Twist của BBC, chuyển thể từ tiểu thuyết của Charles Dickens được phát sóng trên kênh PBS Masterpiece Classic ở Mỹ. Vào tháng 2 năm 2008, anh đóng vai một kẻ hiếp dâm nghiện ma túy trong bộ phim kinh dị kinh dị WΔZ của Anh. Vào tháng 9 năm 2008, anh xuất hiện trong Guy Ritchiephim xã hội đen của London, RocknRolla; Hardy đóng vai anh chàng gangster đồng tính Handsome Bob. Năm 2008, Hardy đóng vai chính trong phim Bronson, kể về tù nhân người Anh ngoài đời thực Charles Bronson, người đã trải qua phần lớn cuộc đời trưởng thành của mình trong phòng biệt giam. Đối với bộ phim, anh ấy đã đặt trên ba viên đá (42 lb hoặc 19 kg).

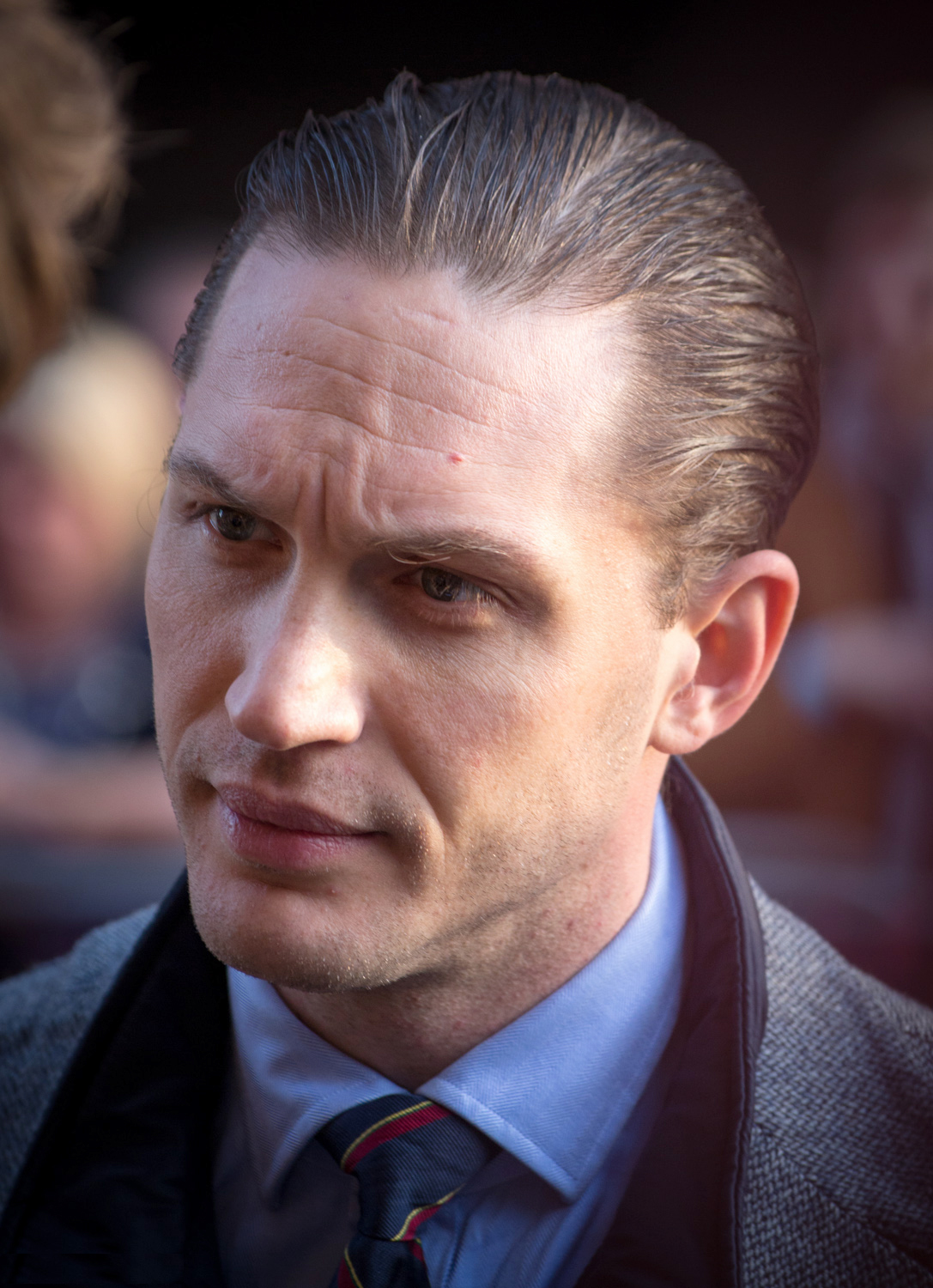
Hardy năm 2014.

Vào tháng 6 năm 2009, Hardy đóng vai chính trong bộ phim truyền hình 4 phần The Take on Sky One của Martina Cole, với vai một trùm xã hội đen sử dụng ma túy và rượu. Vai diễn này đã mang về cho anh đề cử Nam diễn viên chính xuất sắc nhất tại Lễ trao giải tội phạm kinh dị năm 2009. Vào tháng 8 năm 2009, anh xuất hiện trong Wuthering Heights của ITV, đóng vai Heathcliff. Đầu năm 2010, Hardy đóng vai chính trong The Long Red Road tại Nhà hát Goodman ở Chicago. Vở kịch do Brett C. Leonard viết kịch bản và Philip Seymour Hoffman đạo diễn. Hardy đã giành được một số đánh giá tốt cho vai diễn Sam, một người nghiện rượu đang cố gắng uống hết quá khứ của mình. Năm 2010, anh đóng vai Eames trong bộ phim kinh dị khoa học viễn tưởng Inception của Christopher Nolan, bộ phim mà anh đã giành được giải BAFTA Rising Star. Hardy thay thế Michael Fassbender trong bộ phim chuyển thể năm 2011 của Tinker Tailor Soldier Spy, được phát hành vào ngày 5 tháng 9 năm 2011 tại ấn bản thứ 68 của Mostra Internazionale d'Arte Cinematografica ở Venice. Vào tháng 3 năm 2010, Hardy đã ký hợp đồng đầu tiên với Warner Bros..
Năm 2011, Hardy xuất hiện trong bộ phim Warrior, được phát hành vào ngày 9 tháng 9 năm 2011 bởi Lionsgate Films. Màn thể hiện của anh trong vai Tommy Riordan, người được cha huấn luyện để chiến đấu trong một giải đấu võ thuật tổng hợp chống lại anh trai mình, đã nhận được nhiều lời khen ngợi từ các nhà phê bình. Hardy cũng đóng vai chính trong This Means War (2012), một bộ phim hài lãng mạn của đạo diễn McG. Anh đóng vai siêu tội phạm Bane trong The Dark Knight Rises, phần cuối cùng trong bộ ba The Dark Knight của Christopher Nolan, phát hành vào ngày 20 tháng 7 năm 2012. Anh đóng vai một kẻ lừa đảo trong bộ phim tội phạm Lawless của John Hillcoat (2012). Hardy đã đăng ký đóng vai chính Sam Fisher trong bộ phim sắp tới của Ubisoft chuyển thể từ loạt trò chơi điện tử Tom Clancy's Splinter Cell của họ. Anh cũng xuất hiện trong video âm nhạc của Riz Mc cho bài hát "Sour Times". 
Năm 2014, Hardy xuất hiện trong bộ phim tội phạm The Drop cùng với James Gandolfini, đây sẽ là lần xuất hiện cuối cùng của nhân vật này trong một bộ phim truyện trước khi qua đời. Hardy cũng tham gia vào dàn diễn viên của bộ phim tội phạm Peaky Blinders của đài BBC trong loạt phim thứ hai. Anh vào vai Alfie Solomons, người đứng đầu một băng đảng Do Thái và là người điều hành một nhà máy chưng cất rượu cải trang thành một tiệm bánh.

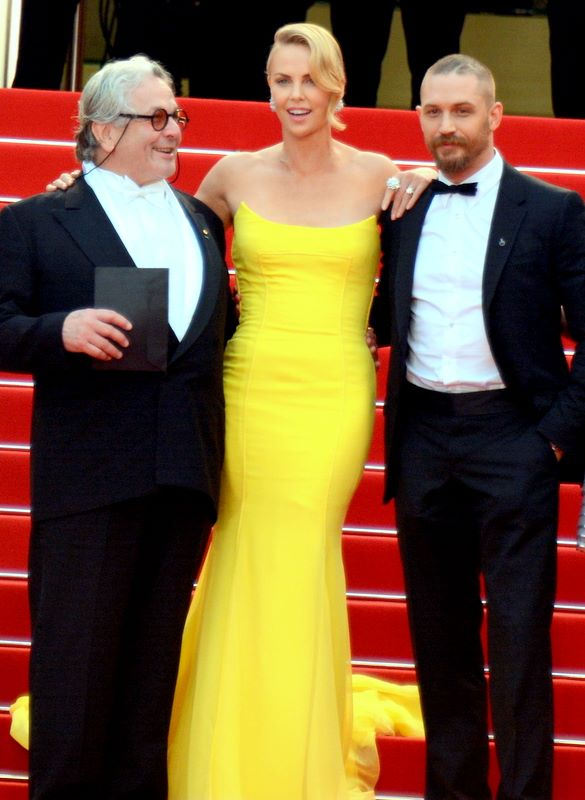
Hardy (phải) cùng George Miller và Charlize Theron tại Liên hoan phim Cannes 2015.

Hardy đóng năm bộ phim trong năm 2015. Bộ phim đầu tiên, Child 44, lấy bối cảnh ở Liên Xô những năm 1950, chứng kiến anh vào vai Leo Demidov, một mật vụ Liên Xô chuyên điều tra hàng loạt vụ giết trẻ em. Mặc dù được khen ngợi về diễn xuất, Child 44 bị giới phê bình đánh giá tiêu cực và là một thất bại phòng vé. Sau đó Hardy đóng vai nhân vật chính, Max Rockatansky, trong bộ phim hành động Mad Max: Fury Road (2015). Diễn xuất của anh được các nhà phê bình khen ngợi  và nhìn chung bộ phim nhận được sự hoan nghênh của giới phê bình và trở thành một thành công phòng vé, thu về hơn 378 triệu đô so với kinh phí 150 triệu đô, trở thành bộ phim có doanh thu cao nhất trong loạt phim Mad Max. Anh đóng một vai kép là hai tay xã hội đen ở London Reggie và Ronnie Kray trong bộ phim kinh dị tội phạm giật gân Legend (2015). Vào ngày 7 tháng 12 năm 2015, Hardy giành giải Nam diễn viên chính xuất sắc nhất tại Giải thưởng Phim độc lập của Anh cho vai diễn cặp song sinh Kray, và trong cùng đêm đó, anh đã tham dự buổi ra mắt bộ phim miền viễn Tây The Revenant, trong đó anh tái hợp với đồng nghiệp Inception của mình - Leonardo DiCaprio, tại Quảng trường Leicester, London. Vào ngày 14 tháng 1 năm 2016, Hardy nhận được đề cử Giải Oscar đầu tiên cho Nam diễn viên phụ xuất sắc nhất cho màn trình diễn của anh trong The Revenant . 
Hardy đóng vai một phi công chiến đấu của Lực lượng Không quân Hoàng gia trong bộ phim hành động giật gân Dunkirk (2017) của Christopher Nolan, dựa trên cuộc di tản của quân đội Anh tại cảng Dunkirk của Pháp vào năm 1940 trong Chiến tranh thế giới thứ hai. Anh xuất hiện cùng với Mark Rylance, Kenneth Branagh, Cillian Murphy và Harry Styles. Hardy cũng đồng sản xuất và đóng vai chính trong bộ phim truyền hình dài 8 phần của đài BBC One Taboo. Nó được tạo ra bởi Hardy, Steven Knight và cha của Hardy, Edward "Chips" Hardy. Taboo đã được phát sóng tại Hoa Kỳ bởi FX. 
Vào năm 2018, Hardy đóng vai chính trong bộ phim Venom với tư cách là nhân vật phản anh hùng trong truyện tranh, Eddie Brock và symbiote Venom. Dựa trên nguồn tư liệu của Marvel, bộ phim được phát hành vào ngày 5 tháng 10, và là phần phim đầu tiên trong Vũ trụ Người Nhện của Sony. Vào năm 2019, Hardy đảm nhận vai trò là nhà sản xuất điều hành trong miniseries 3 phần A Christmas Carol của đài BBC / FX 2019. Năm 2020, Hardy đóng vai chính trong phim tiểu sử Al Capone của Josh Trank.
Hardy gắn bó với ngôi sao với vai nhiếp ảnh gia chiến tranh người Anh Don McCullin trong bộ phim dựa trên cuốn tự truyện của McCullin, Unreasonable Behaviour. Hardy đóng lại vai Eddie Brock và Venom trong phần tiếp theo của Venom: Let There Be Carnage và đồng biên kịch câu chuyện cho bộ phim. Anh cũng dự kiến sẽ đóng vai nhà thám hiểm Nam Cực Ernest Shackleton trong một bộ phim tiểu sử được tạo ra bởi cùng các nhà sản xuất Taboo. Bộ phim Shackleton cũng đang được sản xuất bởi công ty sản xuất Hardy Son & Baker của Hardy.

## Từ thiện
Năm 2010, Hardy trở thành đại sứ cho Prince's Trust , một tổ chức từ thiện dành cho thanh thiếu niên của Vương quốc Anh cung cấp các khóa đào tạo, phát triển bản thân, hỗ trợ khởi nghiệp, cố vấn và tư vấn.  Năm 2012, anh và bạn gái lúc đó là nữ diễn viên Charlotte Riley đã trở thành khách hàng quen của Bowel Cancer UK. Trước khi Thế vận hội Invictus khai mạc được tổ chức tại London vào tháng 9 năm 2014, anh cùng với các vận động viên và nghệ sĩ giải trí khác đã đọc bài thơ "Invictus" trong một video quảng cáo. 
Vào tháng 12 năm 2018, Hardy trở thành đại sứ chính  cho "Tổ chức Reorg Brasil Jiu Jitsu" được thành lập cùng với Tổ chức từ thiện Thủy quân lục chiến Hoàng gia với sứ mệnh cung cấp một nền tảng phục vụ nhân viên và cựu chiến binh học Brasil Jiu Jitsu, như một phần của lộ trình phục hồi của họ và để chống lại thách thức về sức khỏe tâm thần và khuyết tật thể chất. Bản thân Hardy là một học viên Brasil Jiu Jitsu và đã từng được đào tạo tại các trường liên kết của Roger Gracie. Anh được trao đai xanh vào tháng 12 năm 2020.

## Đời tư
Hardy đã kết hôn với nhà sản xuất Sarah Ward từ năm 1999 cho đến khi họ ly hôn vào năm 2004. Anh gặp trợ lý đạo diễn Rachael Speed trên phim trường The Virgin Queen vào năm 2005 và họ có một con trai vào tháng 4 năm 2008  trước khi ly thân vào năm 2009. Năm đó, Hardy bắt đầu mối quan hệ với nữ diễn viên Charlotte Riley sau khi họ gặp nhau trên trường quay Wuthering Heights. Họ kết hôn vào tháng 7 năm 2014. Họ có hai con; con đầu tiên ra đời vào tháng 10 năm 2015  và con thứ hai vào tháng 12 năm 2018. Họ có hai chú chó cứu hộ, Max và Woodstock, và Hardy xuất hiện cùng Woodstock trong một PETA quảng cáo để thúc đẩy việc nhận nuôi thú cưng. Woodstock qua đời vào ngày 5 tháng 6 năm 2017 do một ca bệnh viêm đa cơ nặng. 
Cho đến năm 20 tuổi, Hardy thường xuyên uống rượu và uống cocaine để giảm bớt chứng rối loạn nhịp tim mà anh mắc phải. Anh ấy đã nói rằng anh ấy đã "mất kiểm soát" với đồ uống và ma túy trước khi thay đổi và cần sự giúp đỡ về tâm lý. 
Trong quá trình quay phim Bronson , Hardy đã gặp tù nhân Charles Bronson vài lần và hai người trở thành bạn của nhau. Bronson rất ấn tượng với cách Hardy xoay sở để phù hợp với cơ bắp của anh ấy, và anh ấy có thể bắt chước tính cách và giọng nói của hắn tốt như thế nào. Bronson nói rằng hắn tin Hardy là người duy nhất có thể đóng vai hắn. 
Hardy được vinh danh là một trong 50 người đàn ông Anh ăn mặc đẹp nhất của tạp chí GQ năm 2015. Anh xuất hiện trong danh sách những người có ảnh hưởng nhất ở Vương quốc Anh năm 2016 của Debrett. Anh được bổ nhiệm làm Chỉ huy của Order of the British Empire (CBE) trong Danh hiệu vinh danh sinh nhật năm 2018 cho các dịch vụ đóng phim truyền hình.

## Danh sách phim

### Phim
| Năm  | Tựa                                | Vai                              | Ghi chú                        |
| ---- | ---------------------------------- | -------------------------------- | ------------------------------ |
| 2001 | Black Hawk Down                    | Hạ sĩ Lance Twombly              | Credited as Thomas Hardy       |
| 2002 | Star Trek: Nemesis                 | Shinzon                          |                                |
| 2003 | The Reckoning                      | Straw                            |                                |
| 2003 | dot the i                          | Tom                              |                                |
| 2003 | LD 50 Lethal Dose                  | Matt                             |                                |
| 2004 | Layer Cake                         | Clarkie                          |                                |
| 2005 | Gideon's Daughter                  | Andrew                           | Television film                |
| 2006 | A for Andromeda                    | John Fleming                     | Television film                |
| 2006 | Minotaur                           | Theo                             |                                |
| 2006 | Marie Antoinette                   | Raumont                          |                                |
| 2006 | Scenes of a Sexual Nature          | Noel                             |                                |
| 2006 | Sweeney Todd                       | Matthew                          | Television film                |
| 2007 | Flood                              | Zack                             |                                |
| 2007 | WΔZ                                | Pierre Jackson                   |                                |
| 2007 | Stuart: A Life Backwards           | Stuart Shorter                   | Television film                |
| 2007 | The Inheritance                    | Dad                              |                                |
| 2008 | Sucker Punch                       | Rodders                          |                                |
| 2008 | RocknRolla                         | Handsome Bob                     |                                |
| 2008 | Bronson                            | Charles Bronson/Michael Peterson |                                |
| 2009 | Thick as Thieves                   | Det. Michaels                    |                                |
| 2009 | Perfect                            | Doctor                           | Short film                     |
| 2010 | Inception                          | Eames                            |                                |
| 2011 | Sergeant Slaughter, My Big Brother | Dan                              | Short film                     |
| 2011 | Tinker Tailor Soldier Spy          | Ricki Tarr                       |                                |
| 2011 | Warrior                            | Tommy Riordan Conlon             |                                |
| 2012 | This Means War                     | Tuck Hansen                      |                                |
| 2012 | The Dark Knight Rises              | Bane                             |                                |
| 2012 | Lawless                            | Forrest Bondurant                |                                |
| 2014 | Locke                              | Ivan Locke                       |                                |
| 2014 | The Drop                           | Bob Saginowski                   |                                |
| 2015 | Child 44                           | Leo Demidov                      |                                |
| 2015 | Mad Max: Fury Road                 | Max Rockatansky                  |                                |
| 2015 | London Road                        | Mark                             |                                |
| 2015 | Legend                             | Ronald Kray / Reginald Kray      |                                |
| 2015 | The Revenant                       | John Fitzgerald                  | Post-production                |
| 2017 | Dunkirk                            | Farrier                          |                                |
| 2017 | Star Wars: The Last Jedi           | FN-926                           | Cảnh bị xóa                    |
| 2018 | Venom                              | Eddie Brock / Venom              |                                |
| 2020 | Capone                             | Al Capone                        |                                |
| 2021 | Venom: Let There Be Carnage        | Eddie Brock / Venom              |                                |
| 2021 | Spider-Man: No Way Home            | Eddie Brock / Venom              | Khách mời không được công nhận |
| 2021 | The Matrix Resurrections           | Extra/background role            | Khách mời không được công nhận |
| 2022 | Havoc                              | Walker                           | Hậu kỳ; Nhà sản xuất           |

### Truyền hình
| Năm       | Tiêu đề                           | Vai                              | Ghi chú                                           |
| --------- | --------------------------------- | -------------------------------- | ------------------------------------------------- |
| 2001      | Band of Brothers                  | John Janovec                     | Episodes: "Why We Fight" and "Points"             |
| 2005      | Colditz                           | Jack Rose                        | 2 episodes                                        |
| 2005      | The Virgin Queen                  | Robert Dudley, Earl of Leicester | 3 episodes                                        |
| 2006      | Gideon's Daughter                 | Andrew                           | Television film                                   |
| 2006      | A for Andromeda                   | John Fleming                     | Television film                                   |
| 2006      | Sweeney Todd                      | Matthew                          | Television film                                   |
| 2007      | Cape Wrath                        | Jack Donnelly                    | 5 episodes                                        |
| 2007      | Oliver Twist                      | Bill Sikes                       | 5 episodes                                        |
| 2007      | Stuart: A Life Backwards          | Stuart Shorter                   | Television film                                   |
| 2008      | Wuthering Heights                 | Heathcliff                       | 2 episodes                                        |
| 2009      | The Take                          | Freddie                          | 4 episodes                                        |
| 2013      | Driven to Extremes                | Chính mình                       | 1 episode                                         |
| 2013      | Poaching Wars                     | Chính mình                       | 2 episodes; also executive producer               |
| 2014–2022 | Peaky Blinders                    | Alfie Solomons                   | 11 episodes                                       |
| 2017      | CBeebies Bedtime Stories          | Chính mình                       | 5 episodes                                        |
| 2017      | Taboo                             | James Delaney                    | 8 episodes Also co-creator and executive producer |
| 2019      | A Christmas Carol                 | N/A                              | Executive producer                                |
| 2020      | All or Nothing: Tottenham Hotspur | Người dẫn chuyện                 | Documentary                                       |

### Sân khấu
| Năm  | Tiêu đề                     | Vai diễn | Ghi chú                     |
| ---- | --------------------------- | -------- | --------------------------- |
| 2003 | In Arabia We'd All Be Kings | Skank    | Hampstead Theatre, London   |
| 2003 | The Modernists              | Vincent  | Crucible Theatre, Sheffield |
| 2003 | Blood                       | Luca     | Royal Court Theatre, London |
| 2004 | Festen                      | Michael  | Almeida Theatre, London     |
| 2007 | The Man of Mode             | Dorimant | National Theatre, London    |
| 2010 | The Long Red Road           | Sammy    | Goodman Theatre, Chicago    |